# Lanton
Lanton är en kommun i departementet Gironde i regionen Nouvelle-Aquitaine i sydvästra Frankrike. Kommunen ligger i kantonen Audenge som tillhör arrondissementet Arcachon. År 2022 hade Lanton 7 315 invånare.

## Befolkningsutveckling
Antalet invånare i kommunen Lanton
Referens:INSEE